# Samsung YP-R1
Samsung YP-R1 — портативный мультимедийный проигрыватель с сенсорным экраном от компании Samsung Electronics. Первый в Yepp R серии. Поступил в продажу в апреле 2009 года. Модель можно считать уменьшенным вариантом YP-P3. Среди материалов корпуса использованы алюминий и закалённое стекло.
В плеере реализована система виджетов. Управление осуществляется с помощью сенсорного экрана, изготовленного по резистивной технологии.
Подсоединяется к компьютеру с помощью специального кабеля через фирменный разъем к USB. Поддерживается MTP или UMS (в зависимости от региона). При подсоединении к компьютеру аккумулятор заряжается. Bluetooth можно использовать для передачи/приема аудиопотока и данных. Также плеер можно подключить к телевизору с помощью TV-Out-кабеля.
Не нужна предварительная конвертация видео. Плеер может воспроизводить видео с разрешением до 720х480 пикселей и частотой 30 кадров в секунду. Плеер оснащен системой обработки звука DNSe 3.0.
Поддерживаемые форматы:
- Аудио: MP3, WMA, Ogg, AAC, FLAC, RA, WAV
- Видео:
  - Контейнеры: AVI/SVI, MP4, WMV/ASF, MOV
  - Кодеки: MPEG-4, WMV9, H.264, Divx, Xvid
- Флэш: SWF
- Изображение: JPEG, BMP, PNG, GIF
- Текст: TXT

В комплект поставки входят:
- Плеер
- Наушники-вкладыши
- USB-кабель
- Инструкция по эксплуатации